# Hockey Series masculin 2018-2019
Les Hockey Series masculin 2018-2019 est une saison inaugurale des Hockey Series, un tournoi de hockey sur gazon pour les équipes nationales masculines. Le tournoi a débuté en juin 2018 et a terminé en juin 2019.

## Format
Les Hockey Series sont ouverts aux équipes nationales qui ne participent pas en Ligue professionnelle.
Les Hockey Series prennent place en deux tours, l'open et les finales. Les six meilleures équipes les mieux classées au classement mondial du 3 avril 2017 et les trois pays hôtes sont exemptés de l'open et sont directement qualifiés pour la finale. Toutes les autres équipes participent à l'open. Quinze équipes qualifiées qui viennent de l'open accèdent aux finales, pour un total de vingt-quatre équipes aux finales. Ces équipes participent en trois équipes, avec huit équipes par groupe (un pays hôte, deux par le classement mondial et cinq par l'open).
Les deux meilleures équipes de chaque groupe aux finales sont qualifiées pour le Qualificatif olympique 2019. Dans ce tournoi qualificatif, ils sont rejoints par les quatre meilleures équipes qui viennent de la Ligue professionnelle et quatre équipes les mieux classes au classement mondial pas déjà qualifiées. Les équipes seront tirées au sort et participeront au match aller-retour qui détermine les six équipes qualifiées pour les Jeux olympiques d'été de 2020.

## Calendrier

### Open
| Date                       | Ville hôte | Classement                                                                | Quotas pour les finales                 | Qualifiés pour les finales              |
| -------------------------- | ---------- | ------------------------------------------------------------------------- | --------------------------------------- | --------------------------------------- |
| 5 - 10 juin 2018           | Salamanca  | 1. États-Unis 2. Mexique 3. Porto Rico 4. Panama 5. Costa Rica            | 2                                       | États-Unis Mexique                      |
| 23 juin - 1er juillet 2018 | Singapour  | 1. Singapour 2. Thaïlande 3. Taipei 4. Birmanie 5. Hong Kong 6. Indonésie | 1                                       | Singapour                               |
| 25 - 30 juin 2018          | Zagreb     | 1. Autriche 2. Pays de Galles 3. Croatie 4. Suisse 5. Slovaquie           | 2                                       | Autriche Pays de Galles                 |
| 15 - 18 août 2018          | Port-Vila  | 1. Vanuatu 2. Fidji 3. Salomon 4. Tonga                                   | 1. Vanuatu 2. Fidji 3. Salomon 4. Tonga | 1. Vanuatu 2. Fidji 3. Salomon 4. Tonga |
| 28 août - 2 septembre 2018 | Gniezno    | 1. Pologne 2. Italie 3. Ukraine 4. Tchéquie 5. Lituanie 6. Chypre         | 2                                       | Pologne Italie Ukraine*                 |
| 4 - 9 septembre 2018       | Lousada    | 1. Russie 2. Écosse 3. Biélorussie 4. Gibraltar 5. Portugal 6. Turquie    | 2                                       | Russie Écosse Biélorussie*              |
| 18 - 23 septembre 2018     | Santiago   | 1. Chili 2. Brésil 3. Venezuela 4. Uruguay 5. Pérou 6. Bolivie            | 2                                       | Chili Brésil                            |
| 7 - 9 décembre 2018        | Bulawayo   | 1. Égypte 2. Zimbabwe 3. Zambie 4. Namibie                                | 1                                       | Égypte                                  |
| 17 - 22 décembre 2018      | Lahore     | 1. Ouzbékistan 2. Kazakhstan 3. Népal 4. Afghanistan                      | 1                                       | Ouzbékistan                             |

* Qualifiés par la FIH.

### Finales
Les poules et les lieux sont annoncées le 23 octobre 2018 avec trois équipes encore à qualifier. Les poules finales sont confirmées le 21 janvier 2019.
| Date                  | Ville hôte   | Classement                                                                                      | Quotas pour le qualificatif olympique | Qualifiés pour le qualificatif olympique |
| --------------------- | ------------ | ----------------------------------------------------------------------------------------------- | ------------------------------------- | ---------------------------------------- |
| 26 avril - 4 mai 2019 | Kuala Lumpur | 1. Canada 2. Malaisie 3. Italie 4. Autriche 5. Pays de Galles 6. Chine 7. Brésil 8. Biélorussie | 2                                     | Canada Malaisie                          |
| 6 - 15 juin 2019      | Bhubaneswar  | 1. Inde 2. Afrique du Sud 3. Japon 4. États-Unis 5. Russie 6. Pologne 7. Mexique 8. Ouzbékistan | 2                                     | Inde Afrique du Sud                      |
| 15 - 23 juin 2019     | Le Touquet   | 1. France 2. Irlande 3. Corée du Sud 4. Écosse 5. Égypte 6. Chili 7. Ukraine 8. Singapour       | 2                                     | France Irlande                           |